# Ushiku
Ushiku (牛久市 -shi) é uma cidade japonesa localizada na província de Ibaraki.
Em 2003 a cidade tinha uma população estimada em 75 190 habitantes e uma densidade populacional de 1,276,79 h/km². Tem uma área total de 58,89 km².
Recebeu o estatuto de cidade a 1 de Junho de 1986.